# Mariza (Sängerin)

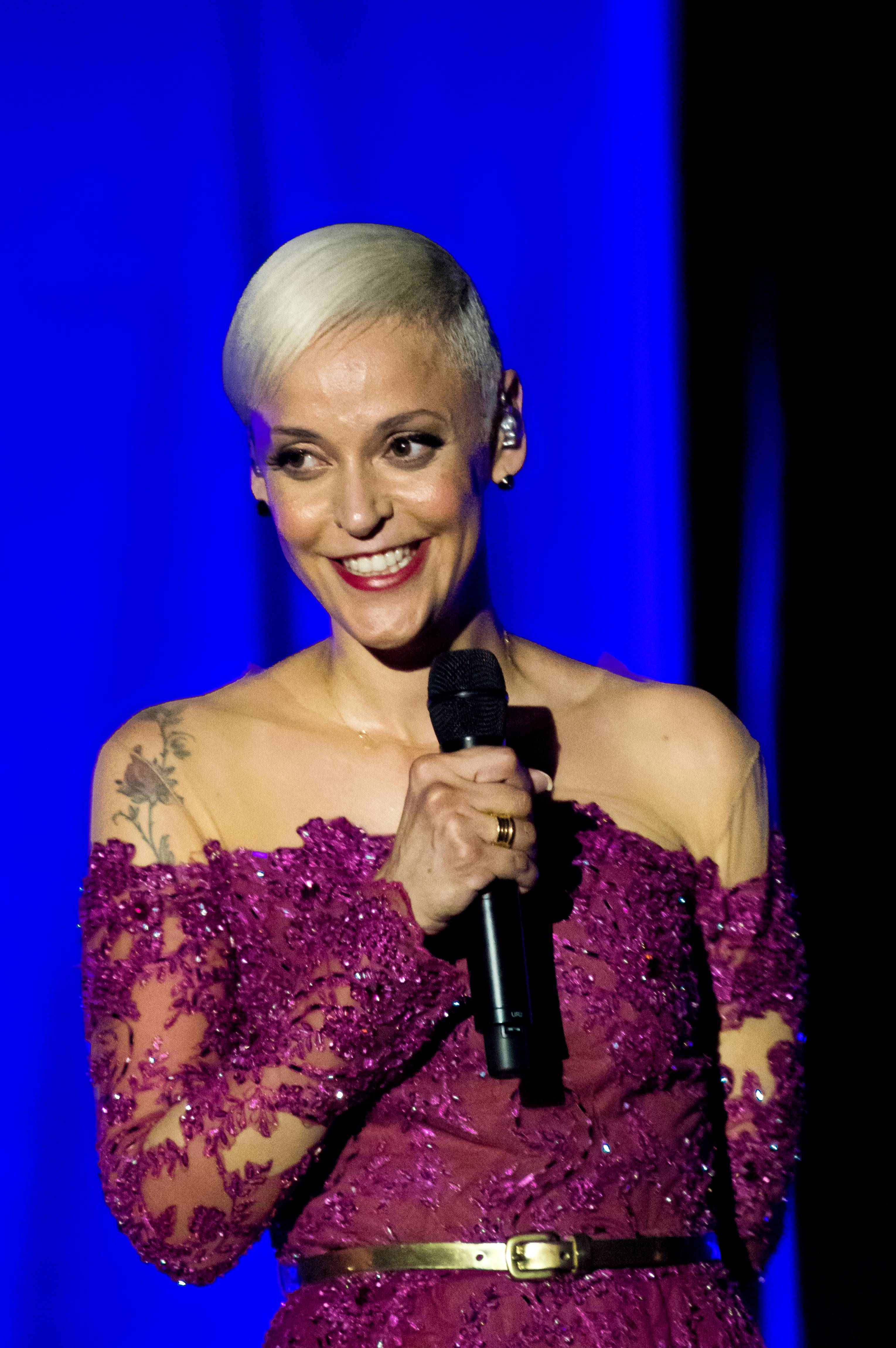
Mariza auf dem ZMF 2015

Marisa dos Reis Nunes (* 16. Dezember 1973 in Lourenço Marques, Mosambik) ist der Geburtsname der portugiesischen Fado-Sängerin Mariza. Sie gehört zu den weltweit erfolgreichsten Künstlern dieser Musikrichtung.

## Biografie
Marizas Vater ist Portugiese, ihre Mutter kommt aus Mosambik. Der Song Transparente steht als Andenken an ihre afrikanische Großmutter.
Die Familie zog 1976, als Mariza drei Jahre alt war, von der ehemaligen portugiesischen Kolonie Mosambik nach Portugal. Dort wuchs sie in Arouca auf und sang mit fünf Jahren für die Nachbarn und im Restaurant ihres Vaters, das im Maurenviertel lag, Fado-Lieder (deren Texte sie sich mit Hilfe von Cartoons merken konnte, die der Vater für sie zeichnete). Als Mariza die Kindheit hinter sich ließ, hatte sie ihre Auftritte mit brasilianischer Musik, Gospel, Jazz und Soul. Nur ab und zu gab es einen Fado in ihrem Programm. Dem portugiesischen Schauspieler Raul Solnado gefiel der Gesang so gut, dass er Mariza zu einem Konzert in Kanada einlud. Dort entdeckte sie den Fado für sich neu.
In Portugal wurde Mariza bei zwei Galas zu Ehren der berühmten Fado-Sängerin Amália Rodrigues bekannt. Sie wurde zur Besten Fadostimme des Jahres 2000 gekürt.

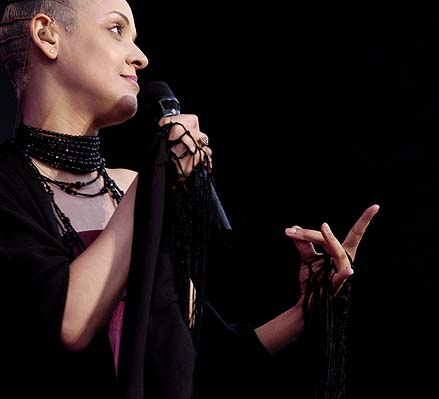
Mariza (2004)

2003 erhielt sie für ihr Album Fado em mim den BBC Radio 3 Awards for World Music in der Sparte Beste Europäische Künstlerin der Weltmusik. Für ihr Album Transparente, auf dem sie Gedichte von Fernando Pessoa singt, wurde sie 2005 zum besten Fado-Interpreten des Jahres ernannt. Im selben Jahr erhielt sie den Juice Award for the Best Spectacle für ihre Großbritannien-Tournee. Im Film Isabella, der 2006 mit einem Preis für die beste Filmmusik ausgezeichnet wurde, sang sie Ó Gente de Minha Terra. Von Jorge Sampaio, dem früheren Präsidenten Portugals, wurde sie für den hochangesehenen Orden des Infanten Dom Henrique vorgeschlagen. Bei einem gefeierten Concert em Lisboa wurde sie vom Lissaboner Symphonieorchester und dem Cellisten Jaques Morelenbaum begleitet. Im Jahr 2007 wurde ihr Album Concerto em Lisboa für den Latin Grammy in der Kategorie Bestes Folk Album nominiert. 2007 trat sie in Fados, einem Musik- und Tanzfilm des spanischen Regisseurs Carlos Saura auf. Für diesen Film schufen Mariza und der 1973 geborene Flamencosänger Miguel Poveda den von Mariza auch bei anderen Gelegenheiten oft gesungenen „Fado-Flamenco“ Meu Fado Meu.
Auf ihrem 2008 erschienenen Album Terra arbeitete sie u. a. mit Dominic Miller, Chucho Valdés und Tito Paris zusammen.
Mariza war engagiert bei der Vermittlung der portugiesischen Kultur und spielte eine Schlüsselrolle beim 2010 gestellten Antrag Portugals auf Aufnahme des Fado in das Immaterielle Kulturerbe.
Im Mai 2018 trat Mariza mit dem Lied Barco Negro nach Ana Moura im Eröffnungsprogramm beim Finale des Eurovision Song Contests in Lissabon auf.

## Diskografie

### Alben
| Jahr | Titel               | Höchstplatzierung, Gesamtwochen, AuszeichnungChartplatzierungen (Jahr, Titel, Platzierungen, Wochen, Auszeichnungen, Anmerkungen) | Höchstplatzierung, Gesamtwochen, AuszeichnungChartplatzierungen (Jahr, Titel, Platzierungen, Wochen, Auszeichnungen, Anmerkungen) | Anmerkungen                                                |
| Jahr | Titel               | PT | ES | Anmerkungen                                                |
| ---- | ------------------- | --- | --- | ---------------------------------------------------------- |
| 2001 | Fado em mim         | PT4 ×6Sechsfachplatin · (121 Wo.)PT                                                                                               | — | Erstveröffentlichung: 1. Mai 2001 Verkäufe: + 240.000      |
| 2003 | Fado curvo          | PT2 ×6Sechsfachplatin · (101 Wo.)PT                                                                                               | — | Erstveröffentlichung: 6. Mai 2003 Verkäufe: + 240.000      |
| 2005 | Transparente        | PT1 ×4Vierfachplatin · (74 Wo.)PT                                                                                                 | ES44 (7 Wo.)ES | Erstveröffentlichung: 25. April 2005 Verkäufe: + 120.000   |
| 2006 | Concerto em Lisboa  | PT1 ×5Fünffachplatin · (210 Wo.)PT                                                                                                | — | Erstveröffentlichung: 6. November 2006 Verkäufe: + 100.000 |
| 2008 | Terra               | PT1 ×4Vierfachplatin · (114 Wo.)PT                                                                                                | ES64 (3 Wo.)ES | Erstveröffentlichung: 30. Juni 2008 Verkäufe: + 80.000     |
| 2010 | Fado tradicional    | PT2 Platin · (43 Wo.)PT | — | Erstveröffentlichung: 29. November 2010 Verkäufe: + 20.000 |
| 2014 | Best of Mariza      | PT1 ×3Dreifachplatin · (… Wo.)PT                                                                                                  | — | Erstveröffentlichung: 14. April 2014 Verkäufe: + 45.000    |
| 2015 | Mundo               | PT1 ×2Doppelplatin · (138 Wo.)PT                                                                                                  | ES69 (6 Wo.)ES | Erstveröffentlichung: 9. Oktober 2015 Verkäufe: + 30.000   |
| 2018 | Mariza              | PT1 Platin · (93 Wo.)PT | ES72 (1 Wo.)ES | Erstveröffentlichung: 25. Mai 2018 Verkäufe: + 15.000      |
| 2020 | Mariza canta Amália | PT1 (42 Wo.)PT | — | Erstveröffentlichung: 20. November 2020                    |

grau schraffiert: keine Chartdaten aus diesem Jahr verfügbar

### Singles
| Jahr | Titel Album         | Höchstplatzierung, Gesamtwochen, AuszeichnungChartsChartplatzierungen (Jahr, Titel, Album, Platzierungen, Wochen, Auszeichnungen, Anmerkungen) | Anmerkungen                                                                        |
| Jahr | Titel Album         | PT | Anmerkungen                                                                        |
| ---- | ------------------- | --- | ---------------------------------------------------------------------------------- |
| 2015 | Melhor de mim Mundo | PT48 (20 Wo.)PT | Erstveröffentlichung: 9. Oktober 2015                                              |
| 2018 | Quem me dera Mariza | PT64 Platin · (12 Wo.)PT | Erstveröffentlichung: 27. April 2018 Verkäufe: + 10.000                            |
| 2023 | Minha Terra –       | PT16 Platin · (26 Wo.)PT | Erstveröffentlichung: 10. März 2023 Verkäufe: + 10.000; mit Supa Squad & Apollo G  |
| 2023 | Maria Joana –       | PT5 ×2Doppelplatin · (… Wo.)PT | Erstveröffentlichung: 14. April 2023 Verkäufe: + 20.000; mit Nuno Ribeiro & Calema |
| 2024 | Desamor –           | PT114 (1 Wo.)PT | Erstveröffentlichung: 24. Mai 2024 feat. Gson                                      |

grau schraffiert: keine Chartdaten aus diesem Jahr verfügbar

### Videoalben
| Jahr | Titel              | Höchstplatzierung, Gesamtwochen, AuszeichnungChartsChartplatzierungen (Jahr, Titel, Platzierungen, Wochen, Auszeichnungen, Anmerkungen) | Anmerkungen                                                |
| Jahr | Titel              | PT | Anmerkungen                                                |
| ---- | ------------------ | --- | ---------------------------------------------------------- |
| 2004 | Live in London     | PT1 ×3Dreifachplatin · (136 Wo.)PT | Erstveröffentlichung: 30. Januar 2004 Verkäufe: + 24.000   |
| 2006 | Concerto em Lisboa | PT1 ×5Fünffachplatin · (185 Wo.)PT | Erstveröffentlichung: 6. November 2006 Verkäufe: + 40.000  |
| 2008 | Terra – Os Videos  | PT25 ×3Dreifachplatin · (60 Wo.)PT | Erstveröffentlichung: 19. Dezember 2008 Verkäufe: + 24.000 |
| 2009 | Terra em Concerto  | PT2 Platin · (43 Wo.)PT | Erstveröffentlichung: 26. Februar 2009 Verkäufe: + 8.000   |

## Auszeichnungen für Musikverkäufe
| Goldene Schallplatte - Niederlande - 2006: für das Album Transparente |

Anmerkung: Auszeichnungen in Ländern aus den Charttabellen bzw. Chartboxen sind in ebendiesen zu finden.
| Land/RegionAuszeichnungen für Musikverkäufe (Land/Region, Auszeichnungen, Verkäufe, Quellen) | Gold  | Platin       | Verkäufe | Quellen         |
| -------------------------------------------------------------------------------------------- | ----- | ------------ | -------- | --------------- |
| Niederlande (NVPI)                                                                           | Gold1 | —            | 40.000   | Einzelnachweise |
| Portugal (AFP)                                                                               | —     | 48× Platin48 | 986.000  | Einzelnachweise |
| Insgesamt                                                                                    | Gold1 | 48× Platin48 |          |                 |

## Dokumentarfilm
- Simon Broughton: Mariza and the Story of Fado, BBC und RTP, 2007